# Adair County, Kentucky
Adair County är ett administrativt område i delstaten Kentucky, USA. År 2000 hade countyt 18 656 invånare. Den administrativa huvudorten (county seat) är Columbia. 

## Geografi
Enligt United States Census Bureau har countyt en total area på 1 068 km². 1 054 km² av den arean är land och 14 km² är vatten. 

### Angränsande countyn
- Taylor County - nord
- Casey County - nordost
- Russell County - öst
- Cumberland County - syd
- Metcalfe County - sydväst
- Green County - nordväst